# Confronto fronteiriço entre Eritreia e Etiópia em 2010
A escaramuça de fronteira entre a Eritreia e a Etiópia de 2010 foi um conflito armado entre soldados da Eritreia e o exército da Etiópia que combateram na cidade fronteiriça de Zalambesa após a Eritreia afirmar que as forças etíopes cruzaram a fronteira. O governo etíope afirmou que a Eritreia estava tentando encobrir uma crise interna, implicando a Etiópia. 

## Antecedentes
As relações entre a Eritreia e a Etiópia estavam frágeis e tensões entre os dois países mantiveram-se elevadas após ambos lutarem entre si na Guerra Eritreia-Etiópia, que durou de 1998 a 2000, e, desde o final da guerra, houve uma série de pequenas escaramuças de fronteira entre os dois países.
A Eritreia também tinha recentemente sido golpeada com sanções por parte das Nações Unidas, depois que foi acusada de fornecer armas para os militantes e a oposição ao governo da Somália. As sanções também vieram após a Eritreia recusar-se a lidar com uma disputa fronteiriça com a vizinha Djibouti. 

## Batalha

### Alegações eritreias
Segundo o Ministério da Informação da Eritreia, as forças etíopes cruzaram a fronteira no início do Dia de Ano Novo e envolveram-se em uma feroz batalha com as tropas eritreias usando armas pequenas, rifles de assalto e granadas lançadas por foguetes. As forças etíopes se retiraram rapidamente de volta ao longo da fronteira com a Etiópia com 10 mortos, com 2 soldados etíopes sendo presos. Vários fuzis AK-47 , uma metralhadora, e alguns equipamentos de rádio foram deixados para trás pelas forças etíopes. [carece de fontes?]

### Alegações etíopes
O porta-voz do governo etíope, Bereket Simon, negou que qualquer incursão armada tivesse ocorrido e afirmou que os eritreus estavam tentando encobrir um ataque de rebeldes eritreus em que 25 soldados do governo da Eritreia foram mortos.